# 1995-ös NFL-szezon
A National Football League 1995-ös szezonja a 76. szezon volt az amerikai professzionális amerikaifutball-ligában. A szezont a Super Bowl XXX zárta, amelyet a Dallas Cowboys a Pittsburgh Steelers ellen nyert meg.
Két új csapat, a Carolina Panthers és a Jacksonville Jaguars csatlakozott a ligához, ezzel 30-ra nőtt a csapatok száma. Los Angeles két csapata elköltözött. A Rams St. Louisba (St. Louis Rams), a Raiders pedig Oaklandbe (Oakland Raiders).

## Alapszakasz
| A rájátszásba jutottak (A kiemelések száma zárójelben) |

| AFC East                  |    |    |   |       |     |     |
| Csapat                    | Gy | V  | D | %     | P+  | P–  |
| Buffalo Bills (3)         | 10 | 6  | 0 | 62,5% | 350 | 335 |
| Indianapolis Colts (5)[a] | 9  | 7  | 0 | 56,3% | 331 | 316 |
| Miami Dolphins (6)        | 9  | 7  | 0 | 56,3% | 398 | 332 |
| New England Patriots      | 6  | 10 | 0 | 37,5% | 294 | 377 |
| New York Jets             | 3  | 13 | 0 | 18,8% | 233 | 384 |
| AFC Central               |    |    |   |       |     |     |
| Csapat                    | Gy | V  | D | %     | P+  | P–  |
| Pittsburgh Steelers (2)   | 11 | 5  | 0 | 68,8% | 407 | 327 |
| Cincinnati Bengals[c]     | 7  | 9  | 0 | 43,8% | 349 | 374 |
| Houston Oilers            | 7  | 9  | 0 | 43,8% | 348 | 324 |
| Cleveland Browns          | 5  | 11 | 0 | 31,3% | 289 | 356 |
| Jacksonville Jaguars      | 4  | 12 | 0 | 25,0% | 275 | 404 |
| AFC West                  |    |    |   |       |     |     |
| Csapat                    | Gy | V  | D | %     | P+  | P–  |
| Kansas City Chiefs (1)    | 13 | 3  | 0 | 81,3% | 358 | 241 |
| San Diego Chargers (4)[b] | 9  | 7  | 0 | 56,3% | 321 | 323 |
| Seattle Seahawks[d]       | 8  | 8  | 0 | 50,0% | 363 | 366 |
| Denver Broncos[e]         | 8  | 8  | 0 | 50,0% | 388 | 345 |
| Oakland Raiders           | 8  | 8  | 0 | 50,0% | 348 | 332 |

| NFC East                   |    |    |   |       |     |     |
| Csapat                     | Gy | V  | D | %     | P+  | P–  |
| Dallas Cowboys (1)         | 12 | 4  | 0 | 75,0% | 435 | 291 |
| Philadelphia Eagles (4)[f] | 10 | 6  | 0 | 62,5% | 318 | 338 |
| Washington Redskins        | 6  | 10 | 0 | 37,5% | 326 | 359 |
| New York Giants            | 5  | 11 | 0 | 31,3% | 290 | 340 |
| Arizona Cardinals          | 4  | 12 | 0 | 25,0% | 275 | 422 |
| NFC Central                |    |    |   |       |     |     |
| Csapat                     | Gy | V  | D | %     | P+  | P–  |
| Green Bay Packers (3)      | 11 | 5  | 0 | 68,8% | 404 | 314 |
| Detroit Lions (5)          | 10 | 6  | 0 | 62,5% | 436 | 336 |
| Chicago Bears              | 9  | 7  | 0 | 56,3% | 392 | 360 |
| Minnesota Vikings          | 8  | 8  | 0 | 50,0% | 412 | 385 |
| Tampa Bay Buccaneers       | 7  | 9  | 0 | 43,8% | 238 | 335 |
| NFC West                   |    |    |   |       |     |     |
| Csapat                     | Gy | V  | D | %     | P+  | P–  |
| San Francisco 49ers (2)[g] | 11 | 5  | 0 | 68,8% | 457 | 258 |
| Atlanta Falcons (6)[h]     | 9  | 7  | 0 | 56,3% | 362 | 349 |
| St. Louis Rams[i]          | 7  | 9  | 0 | 43,8% | 309 | 418 |
| Carolina Panthers[j]       | 7  | 9  | 0 | 43,8% | 289 | 325 |
| New Orleans Saints         | 7  | 9  | 0 | 43,8% | 319 | 348 |

Döntetlenre végzők
- ↑ a: Indianapolis a Miami előtt végzett az AFC East divízióban, a jobb egymás elleni eredmény miatt (1–0).
- ↑ b: San Diego szerezte meg az AFC 4. helyét az Indianapolis előtt, a jobb egymás elleni eredmény miatt (1–0).
- ↑ c: A Cincinnati a Houston előtt végzett az AFC Central divízióban, a jobb divízió eredménye miatt (4–4; Houston: 3–5).
- ↑ d: A Seattle a Denver és az Oakland előtt végzett az AFC West divízióban, a jobb egymás elleni eredmény miatt (3–1; Denver: 2–2; Oakland: 1–3).
- ↑ e: A Denver az Oakland előtt végzett az AFC West divízióban, a jobb egymás elleni eredmény miatt (1–0).
- ↑ f: A Philadelphia szerezte meg az NFC 4. helyét a Detroit előtt, a jobb konferencia eredménye miatt (9–3; Detroit: 7–5).
- ↑ g: A San Francisco szerezte meg az NFC 2. helyét a Green Bay előtt, a jobb konferencia eredménye miatt (8–4; Green Bay: 7–5).
- ↑ h: Az Atlanta szerezte meg az NFC 6. helyét a Chicago előtt, a közös ellenfelek ellen elért jobb eredménye miatt (4–2; Chicago: 3–3).
- ↑ i: A St. Louis a Carolina és a New Orleans előtt végzett a NFC Westdivízióban, a jobb egymás elleni eredmény miatt (3–1; Carolina: 1–3; New Orleans: 2–2).
- ↑ j: A Carolina a New Orleans előtt végzett az NFC West divízióban, a jobb konferencia eredménye miatt (4-8; New Orleans: 3–9).

## Rájátszás
| Rájátszás kiemeltek |                                       |                                     |
| Kiemelés            | AFC                                   | NFC                                 |
| 1                   | Kansas City Chiefs (West győztes)     | Dallas Cowboys (East győztes)       |
| 2                   | Pittsburgh Steelers (Central győztes) | San Francisco 49ers (West győztes)  |
| 3                   | Buffalo Bills (East győztes)          | Green Bay Packers (Central győztes) |
| 4                   | San Diego Chargers                    | Philadelphia Eagles                 |
| 5                   | Indianapolis Colts                    | Detroit Lions                       |
| 6                   | Miami Dolphins                        | Atlanta Falcons                     |

|  |                                      |                                      |                                      |                                   |                                   |                                                |                                                |                                                |   |              |                                       |                                       |                                       |  |  |                                    |                                    |                                    |
|  | 1995. dec. 31. – Lambeau Field       | 1995. dec. 31. – Lambeau Field       | 1995. dec. 31. – Lambeau Field       |                                   |                                   | 1996. jan. 6. – 3Com Park at Candlestick Point | 1996. jan. 6. – 3Com Park at Candlestick Point | 1996. jan. 6. – 3Com Park at Candlestick Point |   |              |                                       |                                       |                                       |  |  |                                    |                                    |                                    |
|  | 1995. dec. 31. – Lambeau Field       | 1995. dec. 31. – Lambeau Field       | 1995. dec. 31. – Lambeau Field       |                                   |                                   | 1996. jan. 6. – 3Com Park at Candlestick Point | 1996. jan. 6. – 3Com Park at Candlestick Point | 1996. jan. 6. – 3Com Park at Candlestick Point |   |              |                                       |                                       |                                       |  |  |                                    |                                    |                                    |
|  | 6                                    | Atlanta                              | 20                                   |                                   |                                   | 3                                              | Green Bay                                      | 27                                             |   |              |                                       |                                       |                                       |  |  |                                    |                                    |                                    |
|  | 3                                    | Green Bay                            | 37                                   |                                   |                                   | 2                                              | San Francisco                                  | 17                                             |   |              | 1996. jan. 14. – Texas Stadion        | 1996. jan. 14. – Texas Stadion        | 1996. jan. 14. – Texas Stadion        |  |  |                                    |                                    |                                    |
|  |                                      |                                      |                                      | NFC                               |                                   |                                                |                                                |                                                |   |              | 1996. jan. 14. – Texas Stadion        | 1996. jan. 14. – Texas Stadion        | 1996. jan. 14. – Texas Stadion        |  |  |                                    |                                    |                                    |
|  |                                      |                                      |                                      |                                   |                                   |                                                |                                                |                                                | 3 | Green Bay    | 27                                    |                                       |                                       |  |  |                                    |                                    |                                    |
|  | 1995. dec. 30. – Veterans Stadion    | 1995. dec. 30. – Veterans Stadion    | 1995. dec. 30. – Veterans Stadion    | 1996. jan. 7. – Texas Stadion     | 1996. jan. 7. – Texas Stadion     | 1996. jan. 7. – Texas Stadion                  |                                                |                                                | 1 | Dallas       | 38                                    |                                       |                                       |  |  |                                    |                                    |                                    |
|  | 1995. dec. 30. – Veterans Stadion    | 1995. dec. 30. – Veterans Stadion    | 1995. dec. 30. – Veterans Stadion    | 1996. jan. 7. – Texas Stadion     | 1996. jan. 7. – Texas Stadion     | 1996. jan. 7. – Texas Stadion                  | NFC főcsoportdöntő                             |                                                |   |              |                                       |                                       |                                       |  |  |                                    |                                    |                                    |
|  | 5                                    | Detroit                              | 37                                   | 4                                 | Philadelphia                      | 11                                             |                                                |                                                |   |              |                                       |                                       |                                       |  |  |                                    |                                    |                                    |
|  | 4                                    | Philadelphia                         | 58                                   |                                   |                                   | 1                                              | Dallas                                         | 30                                             |   |              |                                       |                                       |                                       |  |  | 1996. jan. 28. – Sun Devil Stadion | 1996. jan. 28. – Sun Devil Stadion | 1996. jan. 28. – Sun Devil Stadion |
|  | Wild card-forduló                    | Wild card-forduló                    | Wild card-forduló                    |                                   |                                   | Főcsoport-elődöntő                             | Főcsoport-elődöntő                             | Főcsoport-elődöntő                             |   |              |                                       |                                       |                                       |  |  | 1996. jan. 28. – Sun Devil Stadion | 1996. jan. 28. – Sun Devil Stadion | 1996. jan. 28. – Sun Devil Stadion |
|  |                                      |                                      |                                      |                                   |                                   |                                                |                                                |                                                |   |              |                                       |                                       |                                       |  |  | N1                                 | Dallas                             | 27                                 |
|  | 1995. dec. 30. – Rich Stadion        | 1995. dec. 30. – Rich Stadion        | 1995. dec. 30. – Rich Stadion        |                                   |                                   | 1996. jan. 6. – Three Rivers Stadion           | 1996. jan. 6. – Three Rivers Stadion           | 1996. jan. 6. – Three Rivers Stadion           |   |              |                                       |                                       |                                       |  |  | A2                                 | Pittsburgh                         | 17                                 |
|  | 1995. dec. 30. – Rich Stadion        | 1995. dec. 30. – Rich Stadion        | 1995. dec. 30. – Rich Stadion        | Super Bowl XXX                    |                                   | 1996. jan. 6. – Three Rivers Stadion           | 1996. jan. 6. – Three Rivers Stadion           | 1996. jan. 6. – Three Rivers Stadion           |   |              |                                       |                                       |                                       |  |  |                                    |                                    |                                    |
|  | 6                                    | Miami                                | 22                                   |                                   |                                   | 3                                              | Buffalo                                        | 21                                             |   |              |                                       |                                       |                                       |  |  |                                    |                                    |                                    |
|  | 3                                    | Buffalo                              | 37                                   |                                   |                                   | 2                                              | Pittsburgh                                     | 40                                             |   |              | 1996. jan. 14. – Three Rivers Stadion | 1996. jan. 14. – Three Rivers Stadion | 1996. jan. 14. – Three Rivers Stadion |  |  |                                    |                                    |                                    |
|  |                                      |                                      |                                      | AFC                               |                                   |                                                |                                                |                                                |   |              | 1996. jan. 14. – Three Rivers Stadion | 1996. jan. 14. – Three Rivers Stadion | 1996. jan. 14. – Three Rivers Stadion |  |  |                                    |                                    |                                    |
|  |                                      |                                      |                                      |                                   |                                   |                                                |                                                |                                                | 5 | Indianapolis | 16                                    |                                       |                                       |  |  |                                    |                                    |                                    |
|  | 1995. dec. 31. – Jack Murphy Stadion | 1995. dec. 31. – Jack Murphy Stadion | 1995. dec. 31. – Jack Murphy Stadion | 1996. jan. 7. – Arrowhead Stadion | 1996. jan. 7. – Arrowhead Stadion | 1996. jan. 7. – Arrowhead Stadion              |                                                |                                                | 2 | Pittsburgh   | 20                                    |                                       |                                       |  |  |                                    |                                    |                                    |
|  | 1995. dec. 31. – Jack Murphy Stadion | 1995. dec. 31. – Jack Murphy Stadion | 1995. dec. 31. – Jack Murphy Stadion | 1996. jan. 7. – Arrowhead Stadion | 1996. jan. 7. – Arrowhead Stadion | 1996. jan. 7. – Arrowhead Stadion              | AFC főcsoportdöntő                             |                                                |   |              |                                       |                                       |                                       |  |  |                                    |                                    |                                    |
|  | 5                                    | Indianapolis                         | 35                                   | 5                                 | Indianapolis                      | 10                                             |                                                |                                                |   |              |                                       |                                       |                                       |  |  |                                    |                                    |                                    |
|  | 4                                    | San Diego                            | 20                                   |                                   |                                   | 1                                              | Kansas City                                    | 7                                              |   |              |                                       |                                       |                                       |  |  |                                    |                                    |                                    |